# Chiesa dei Santi Sebastiano e Rocco (Borgo Chiese)
La chiesa dei Santi Sebastiano e Rocco, conosciuta semplicemente come chiesa di San Rocco o  anche come chiesa di Pagne, è un luogo di culto di Condino, frazione di Borgo Chiese in Trentino. Con la sua parrocchia di Santa Maria Assunta fa parte della zona pastorale delle Giudicarie dell'arcidiocesi di Trento e risale al XIII secolo.

## Origini del nome

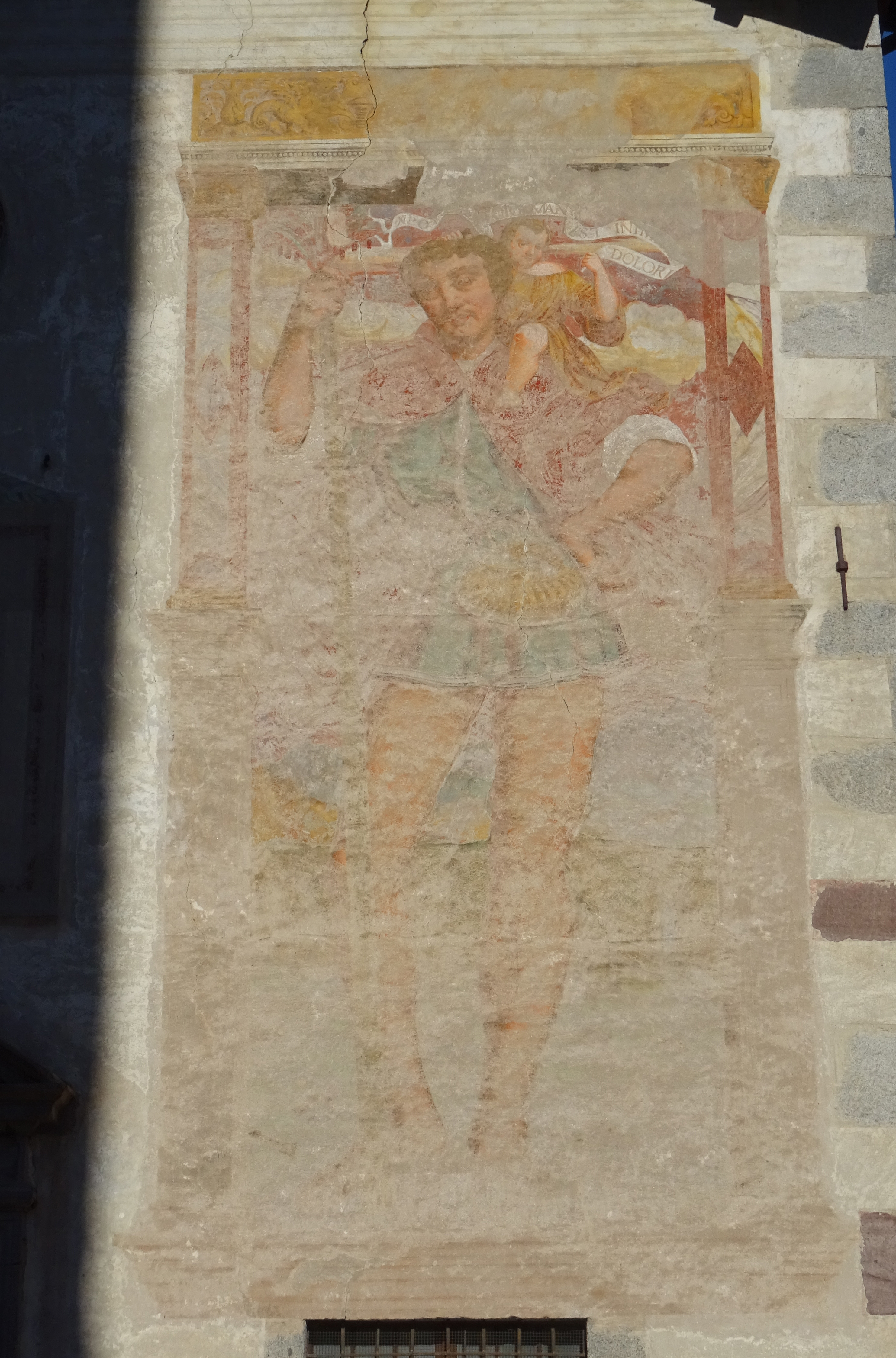
Affresco di san Cristoforo sulla facciata

Oltre alle dedicazioni per i santi Sebastiano e Rocco la denominazione di chiesa di Pagne è legata al luogo dove sorge e che secondo tra dizione popolare è legata a Spagne, cioè a Madonna portata dalle Spagne.

## Storia

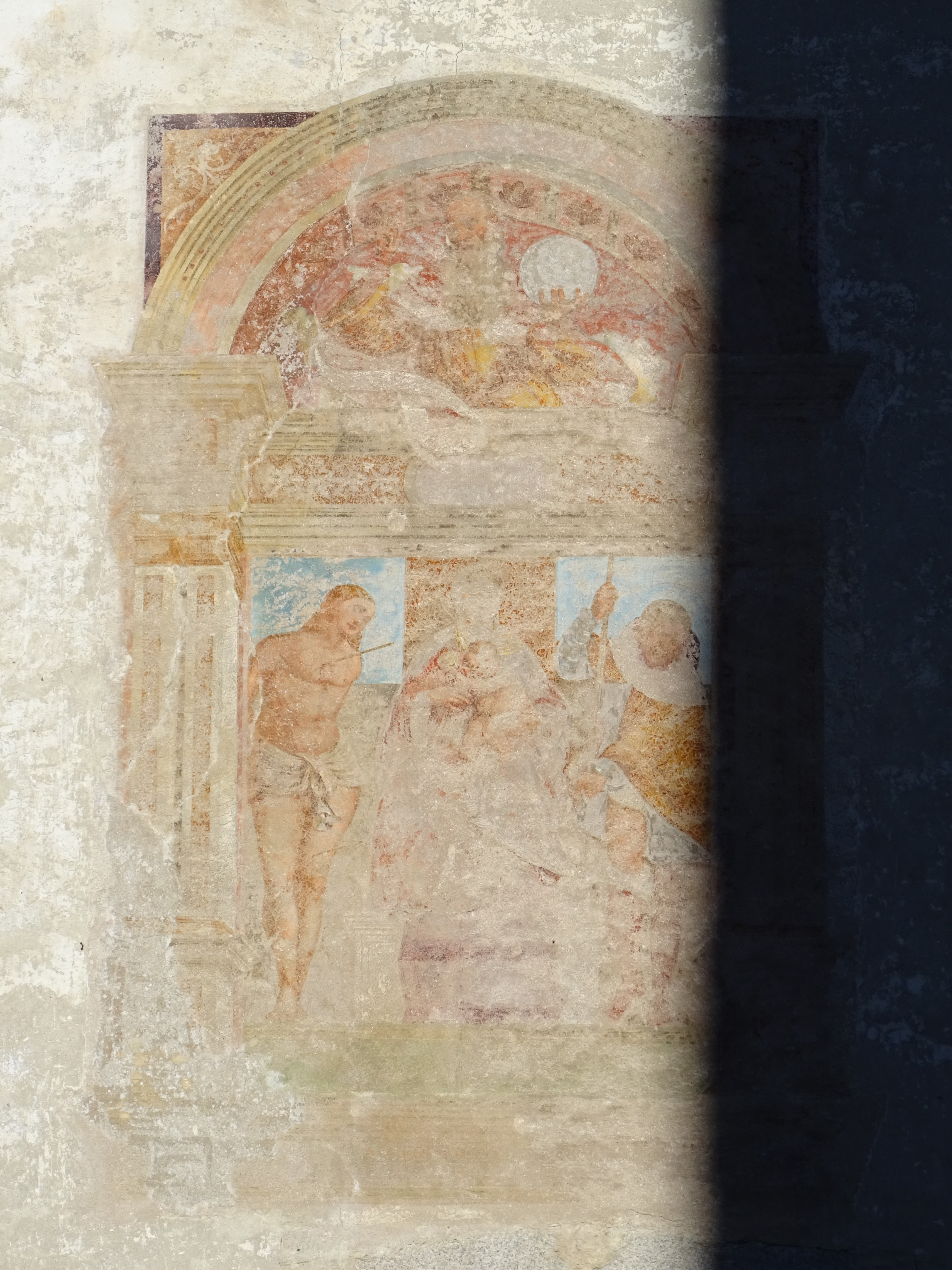
Affresco di Madonna con Bambino e santi Sebastiano e Rocco

L'edificio sacro in contrada Pagne, a Condino, venne citato per la prima volta nel XIII secolo ma fu solo attorno alla metà del XV secolo che il luogo di culto, a spese del comune, venne restaurato da maestri Tessadri (de Milan, del lago di Lugan, de Como). L'intitolazione in quel periodo era per San Bastiano e la torre campanaria venne innalzata in quel periodo. L'edificio sembra essere stato quasi completato già nel 1491. Nel secolo successivo venne ultimata la pavimentazione della sala, venne affrescata la facciata con l'immagine di san Cristoforo, fu sistemato il portale principale e la titolazione mutò, venendo dedicata ai Santi Sebastiano e Rocco.
Durante la visita pastorale del 1603 di Alberto Farina, delegato del principe vescovo di Trento Carlo Gaudenzio Madruzzo, venne disposta l'imbiancatura di affreschi presenti nel coro e una visita pastorale di circa mezzo secolo successiva stabilì lavori di intonacatura e di restauro delle finestre.
Nei due secoli seguenti si realizzarono vari restauri, il più importante riguardò la costruzione di una nuova sagrestia e vi fu anche il posizionamento di una meridiana sulla facciata.
Durante la terza guerra d'indipendenza italiana l'edificio fu utilizzato a scopi militari, come ricovero per truppe e ospedale, e nel corso della prima guerra mondiale venne seriamente danneggiato.
Nel primo dopoguerra la chiesa venne riparata dai danni subiti negli anni precedenti e in seguito, a partire dagli anni settanta, venne restaurata in modo radicale sia negli interni sia negli esterni. L'importante intervento riguardò gli altari, le opere murarie, la tinteggiatura e gli affreschi. Nello stesso periodo venne realizzato l'adeguamento liturgico con la sistemazione al centro del presbiterio della mensa rivolta al popolo. La custodia dell'Eucaristia è stata mantenuta nel tabernacolo dell'altare maggiore storico mentre le balaustre sono state rimosse.

## Descrizione

### Esterni
La chiesa si trova nella parte occidentale dell'abitato di Condino, nella piazza sulla quale si affaccia anche il palazzo del comune. Mostra orientamento verso nord est e la facciata a capanna con due spioventi è caratterizzata dai grandi affreschi realizzati da Clemente e Ippolito da Brescia a parte il grande San Cristoforo attribuito a Simone Baschenis. Il portale è architravato con piccolo frontone superiore e, sopra, in asse, si trova l'oculo strombato. Ai lati dell'ingresso vi sono due finestre rettangolari con inferriate. Il piccolo campanile si alza dal corpo della struttura nella parte posteriore sinistra.

### Interni
La navata interna è unica suddivisa in due campate. Il presbiterio rettangolare, leggermente innalzato, conserva l'affresco raffigurante la Deposizione attribuito, con altri dipinti, a Clemente e Ippolito da Brescia.